# Фаморка
Фаморка (валенс. Famorca, ісп. Famorca) — муніципалітет в Іспанії, у складі автономної спільноти Валенсія, у провінції Аліканте. Населення — 48 осіб (2022).
Муніципалітет розташований на відстані близько 350 км на південний схід від Мадрида, 47 км на північний схід від Аліканте.

## Демографія
Динаміка населення (INE ):